# Hanussen (1955)
Hanussen ist ein deutscher, in Schwarzweiß gedrehter Spielfilm aus dem Jahr 1955, der die Karriere des Varietékünstlers Hermann  Steinschneider alias Erik Jan Hanussen nachzeichnet. O. W. Fischer betätigte sich als Regisseur und spielte zugleich die Titelrolle. Weitere deutsche Filmstars wie Siegfried Lowitz und Klaus Kinski sind in Nebenrollen zu sehen.

## Handlung
Harry Steinschneider tritt unter dem Künstlernamen Erik Jan Hanussen in verschiedenen Varietés als Hellseher auf. Während einer Vorstellung wird er verhaftet, da mehrere Betrugsanzeigen gegen ihn vorliegen. Der Strafprozess im Jahr 1931 endet mit Freispruch, da er vor Gericht seine übernatürlichen Fähigkeiten glaubhaft machen kann. Unter den Zuschauern im Gerichtssaal befindet sich die Studentin Hilde Graf, die seine Gabe anzweifelt; dennoch verliebt sich Hanussen in die gebildete Frau. Hanussens langjährige Lebensgefährtin Prisca nimmt sich das Leben, weil er eine Heirat ablehnt und sich immer wieder als Frauenheld entpuppt.
Bei einem Engagement in Berlin knüpft er Kontakte zu Nationalsozialisten, deren Machtergreifung er voraussagt, und zeigt offen seine Sympathie. Hilde ist entsetzt und kann sich eine Beziehung unter diesen Umständen nicht vorstellen. Auf der Spitze seines Erfolgs kehrt sie jedoch zu ihm zurück. Mit seinen Auftritten hat er es zu Ansehen und Wohlstand gebracht. Unter anderem erlebt Hilde mit, wie er auf einer privaten Party den Reichstagsbrand vorhersagt.
Das Liebesglück wird gestört, als plötzlich gehäuft Strafanzeigen gegen Hilde eingehen. Da sie Autorin eines regimekritischen Buches ist, droht ihr die Inhaftierung. Auch Hanussen selbst wird nun zur Zielscheibe der Strafverfolgungsbehörden. Seine zutreffenden Vorhersagen werden von der Führung als Gefahr bzw. Verrat angesehen. Hanussen sowie auch Hilde steht die Hinrichtung bevor. Er organisiert noch Hildes Flucht ins Ausland, setzt eilig sein Testament auf, dann sieht er seinem Schicksal tapfer entgegen. Wegen staatsgefährdender Äußerungen wird er wenige Stunden später von der Polizei verhaftet und ohne Prozess im Morgengrauen hingerichtet. Sein früherer Manager Mirko, jetzt Polizist, hatte die Aktion initiiert. Hanussen flirtete einst ungeniert mit Mirkos Lebensgefährtin Grace, die glühende Verehrerin des Trickkünstlers war.

## Produktionsnotizen
Der Film wurde im Atelier der Bavaria Film in Geiselgasteig produziert. Die Außenaufnahmen entstanden in München und Umgebung. Die Uraufführung erfolgte am 14. September 1955 in Berlin-West. Eine Liste aller Hanussen-Verfilmungen findet sich hier.

## Auszeichnungen
Die FBL verlieh Hanussen das Prädikat wertvoll.

## Kritik
„Der Film verdichtet die Ereignisse zum politisch-gesellschaftskritischen Drama, beschreibt Hanussens Leben als Schicksalsfall und ihn selbst als tragische Figur, was der historischen Wahrhaftigkeit, nicht aber der Spannung Abbruch tut. Insgesamt recht eindrucksvoll, vor allem im ersten Drittel sehr intensiv inszeniert.“